# Dingshui
Dingshui (kinesiska: 定水镇, 定水) är en köping i Kina. Den ligger i provinsen Shandong, i den östra delen av landet, omkring 110 kilometer sydväst om provinshuvudstaden Jinan. Antalet invånare är 26256. Befolkningen består av 13 114 kvinnor och 13 142 män. Barn under 15 år utgör 17,0 %, vuxna 15-64 år 73 %, och äldre över 65 år 9,0 %.
Genomsnittlig årsnederbörd är 671 millimeter. Den regnigaste månaden är juli, med i genomsnitt 215 mm nederbörd, och den torraste är januari, med 4 mm nederbörd.